# Lanfranco Casali
Lanfranco Casali (Pavia, ... – ...; fl. XX secolo) è stato un cestista e allenatore di pallacanestro italiano.

## Carriera
Da giocatore militò nel GUF Pavia in Divisione Nazionale (in seguito ed ora Serie A) negli anni pionieristici della palla al canestro. Insieme al fratello Lino, Cornalba, Pasteris, Rolandi Edo e Giovanni, Alfredo Orlandi, Belli, Tronconi e all'allenatore Chiappero formò un gruppo molto coeso, che per un decennio (anche nel primo dopoguerra) rappresentò la pallacanestro pavese ai massimi livelli.
Iniziò l'attività agonistica nel GDS Rigoni di Pavia, poi passò nel G.U.F., dove esordì nel 1937-38 e fu titolare fisso per 4 stagioni, che furono le migliori del GUF (con un 4º posto come risultato massimo raggiunto). Poi rientrò nel 1945-46 con l'Onda Pavia (che ereditò i diritti del GUF dopo la fine delle ostilità) per tre stagioni fino al 1948, insieme ai compagni di tante battaglie del GUF ante-guerra. Ritirandosi dall'attività agonistica nello stesso anno, lasciò al fratello Lino il ruolo di capitano, passando ai ruoli tecnici (giovanili) e dirigenziali nella nuova Pallacanestro Pavia, rappresentante del periodo aureo della pallacanestro pavese. Continuando nel frattempo a gestire, come attività principale, il suo avviatissimo negozio di tessuti.
Come dirigente ed allenatore militò solo nella Pallacanestro Pavia nella quale, oltre ad allenare le giovanili ed esserne il DS, allenò anche due stagioni nella massima serie nazionale:
- nel 1951-52 rilevò la panchina della prima squadra da Cenci nell'ultima parte della stagione, che portò alla sfortunata retrocessione in B, lasciandola subito nelle stagioni successive allo zaratino Tullio Rochlitzer. 
- nel 1955-56 (con la consulenza esterna del coach americano Elliott Van Zandt, contemporaneamente coach della nazionale italiana) che, col terzo posto assoluto, è stato il miglior piazzamento nella storia della pallacanestro maschile di Pavia.
Cessata l'attività di vertice della Pallacanestro Pavia nell'estate 1958 (culminata con la mancata iscrizione alla Prima Serie Elette), deluso dalla freddezza delle forze economiche cittadine, si ritirò da ogni ruolo tecnico/societario e dalla pallacanestro attiva come addetto ai lavori.